# Iguig, Cagayan
Iguig là một đô thị đô thị hạng 5 ở tỉnh Cagayan, Philippines. Theo điều tra dân số năm 2000, đô thị này có dân số 21.858 người trong 4.159 hộ.

## Các khu phố (barangay)
Iguig được chia thành 23 khu phố (barangay).
| - Ajat - Atulu - Baculud - Bayo - Campo - San Esteban (Capitan) - Dumpao - Gammad - Santa Teresa (Gammad Sur) - Garab - Malabbac - Manaoag (Aquiliquilao) | - Minanga Norte - Minanga Sur - CENTRO/Nattanzan - Redondo - Salamague - San Isidro (Ugac West) - San Lorenzo - Santa Barbara - Santa Rosa - Santiago - San Vicente (Ugac East) |